# Ny Tucanae
Ny Tucanae (ν Tuc, förkortat Ny Tuc, ν Tuc) som är stjärnans Bayerbeteckning, är en ensam stjärna belägen i den västra delen av stjärnbilden Tukanen. Den har en genomsnittlig skenbar magnitud på 4,80 och är synlig för blotta ögat där ljusföroreningar ej förekommer. Baserat på parallaxmätning inom Hipparcosuppdraget på ca 11,2 mas, beräknas den befinna sig på ett avstånd på ca 290 ljusår (ca 89 parsek) från solen.

## Egenskaper
Ny Tucanae är en orange till röd jättestjärna av spektralklass M4 III.. Den har en radie som är ca 20 gånger större än solens och en effektiv temperatur av ca 3 800 K. 
Ny Tucanae klassificeras som en långsam irreguljär variabel och dess ljusstyrka varierar från magnitud +4,75 till +4,93. Variationsperioder på 22,3, 24,4, 24,8, 25,1, 25,5, 33,8, 50,6, 80,1, 123,2 och 261,8 dygn har observerats.